# Nesophlox
Nesophlox é um gênero de aves apodiformes pertencente à família dos troquilídeos, que inclui os beija-flores. O gênero possui um total de duas espécies reconhecidas, anteriormente classificadas em Calliphlox; que se distribuem pela região ao norte do continente centro-americano, exclusivamente pela região das ilhas que constituem as Bahamas, com os seus habitats naturais sendo a maioria dos biomas e vegetações nativas — com exceção dos manguezais — e, mais recentemente, foi registrado em habitats e estruturas construídas pelo ser humano. Estas duas espécies não coexistem na mesma região do país, no qual a estrelinha-das-baamas acaba se distribuindo nas Bahamas e nas Turcas e Caicos, e a estrelinha-de-inágua sendo restrita ao distrito e ilha de Inágua. Após uma classificação revisada, o gênero no qual as espécies estavam anteriormente classificadas se tornou um monotipo para a estrelinha.
As duas espécies reconhecidas dentro deste gênero se encontram classificadas dentre as "espécies pouco preocupantes" conforme a Lista Vermelha da União Internacional para a Conservação da Natureza, com ambas as espécies apresentando estabilidade em suas populações. Estas aves estão entre uma minoria que abrange os troquilídeos de distribuição pelo hemisfério norte, acima da linha do equador.

## Descrição
As estrelinhas, como outras espécies representantes da tribo Mellisugini, são beija-flores de comprimento relativamente pequeno, atingindo, em média, entre os 7,5 aos 8,5 centímetros, com o seu peso variando em torno de 2,1 até 3,1 gramas. Os dois sexos possuem um bico curto ligeiramente curvilíneo, assim como os pés, inteiramente pretos. A plumagem do macho têm coloração majoritariamente verde-escura e castanho-dourada, com os flancos sendo mais esbranquiçados ou, no caso da fêmea, em castanho-avermelhado. Os machos apresentam uma cauda mais pontuda e um pouco bifurcada, ao que as fêmeas possuem a cauda mais arredondada com penas mais largas. Um outro aspecto visual marcante do dimorfismo sexual dá-se na garganta dos machos, que apresentam um tipo de gorjeira violeta-brilhante com uma linha fina branca, a qual desaparece após a época de reprodução. Suas asas são castanho-escuras, que aparentam ser mais púrpura-enegrecido com a iridescência. O estrelinha-de-inágua possui a garganta mais avermelhada bem como a cauda mais bifurcada e penas com formato de lira. Nesta espécie, a fêmea possui o corpo verde-escuro com manchas mais claras pelo tronco, com a garganta acinzentada e abdômen acastanhado.

## Distribuição e habitat
Estes estrelinhas exclusivamente pelo arquipélago de Lucayan, que inclui as ilhas de Bahamas e o território britânico das Turcas e Caicos, ambos localizados ao norte da região caribenha da América Central. Devido ao fato de que não acontecem simultaneamente por uma mesma área de distribuição geográfica, uma de suas espécies, o estrelinha-das-baamas, apresenta a distribuição mais ampla, ao que estrelinha-de-inágua está restringido ao distrito insular de Inágua. Estas aves se encontram através de uma variedade de habitats diferentes, como jardins, matagais, florestas secundárias e planícies secas, bordas de florestas tropicais perenes e florestas de pinheiros. Embora a distribuição fosse originalmente restrita às Bahamas,  estrelinha-das-baamas foi registrada múltiplas vezes em 1974 na Flórida, nos Estados Unidos. Em 2013, um espécime foi registrado se alimentando em um bebedor por três dias no condado de Lancaster, na Pensilvânia.

## Sistemática e taxonomia
O gênero foi originalmente introduzido como um dos dois sinônimos de Calliphlox, com este outro sendo o Philodice, pelo ornitólogo e naturalista estadunidense Robert Ridgway, em 1910. Em 2014, um estudo de filogenética molecular descobriu que este gênero era polifilético, com a classificação revisada resultando à um desmembramento de Calliphlox, duas espécies a serem movidas para Philodice e outras duas, sendo o estrelinha-das-baamas e estrelinha-de-inágua, para o gênero ressurgido Nesophlox. Ocasionalmente, uma espécie é considerada subespécie de outra, no qual é mais comum Nesophlox lyrura ser classificado por Nesophlox evelynae lyrura. Quando isso não ocorre, ambas as espécies se tornam monofiléticas.

### Espécies[2][3]
- Nesophlox evelynae (Bourcier, 1847), estrelinha-das-baamas — pode ser encontrada nas Bahamas, com exceção de Inágua e nas ilhas Caicos
- Nesophlox lyrura (Gould, 1869), estrelinha-de-inágua — pode ser encontrada exclusivamente na ilha de Grande Inágua, distrito das Bahamas